# Cục Tổ chức Trung ương Đảng Cộng sản Nga khóa X (1921–1922)
Cục Tổ chức Trung ương Đảng Cộng sản Nga khóa X được bầu tại Hội nghị Trung ương lần thứ nhất của Ban chấp hành Trung ương Đảng Cộng sản Nga (Bolsheviks) khóa X được tổ chức ngày 16/3/1921.

## Ủy viên chính thức
| Ủy viên chính thức | Ủy viên chính thức               | Ủy viên chính thức | Ủy viên chính thức | Ủy viên chính thức | Ủy viên chính thức |
| STT                | Họ tên (sinh-mất)                | Chức vụ            | Chức vụ            | Chức vụ | Ghi chú            |
| STT                | Họ tên (sinh-mất)                | Nhiệm kỳ           | Nhiệm kỳ           | Chức vụ kiêm nhiệm | Ghi chú            |
| ------------------ | -------------------------------- | ------------------ | ------------------ | --- | ------------------ |
| 1                  | Nikolay Komarov (1886–1937)      | 16/3/1921          | 9/8/1921           | Ủy viên Trung ương Đảng Cộng sản Nga Chủ tịch Ủy ban Tình trạng khẩn cấp về chiến đấu chống Phản cách mạng và phá hoại Petrograd                                                                 |                    |
| 2                  | Vasily Mikhailov (1894–1937)     | 16/3/1921          | 3/4/1922           | Ủy viên Trung ương Đảng Cộng sản Nga |                    |
| 3                  | Vyacheslav Molotov (1890–1986)   | 16/3/1921          | 3/4/1922           | Bí thư trách nhiệm Ban Bí thư Trung ương Đảng Cộng sản Nga Ủy viên dự khuyết Bộ Chính trị Đảng Cộng sản Nga Bí thư Trung ương Đảng Cộng sản Nga Bí thư thứ nhất Trung ương Đảng Cộng sản Ukraine |                    |
| 4                  | Alexey Rykov (1881–1938)         | 16/3/1921          | 3/4/1922           | Ủy viên Trung ương Đảng Cộng sản Nga Chủ tịch Hội đồng tối cao về kinh tế quốc dân Nga Xô |                    |
| 5                  | Joseph Stalin (1878–1953)        | 16/3/1921          | 3/4/1922           | Ủy viên Bộ chính trị Đảng Cộng sản Nga Ủy viên Dân ủy Dân tộc Nga Xô |                    |
| 6                  | Mikhail Tomsky (1880–1936)       | 16/3/1921          | 9/8/1921           | Ủy viên Trung ương Đảng Cộng sản Nga Chủ tịch Hội đồng Công đoàn toàn Nga |                    |
| 7                  | Yemelyan Yaroslavsky (1875–1946) | 16/3/1921          | 9/8/1921           | Bí thư Trung ương Đảng Cộng sản Nga |                    |
| 8                  | Felix Dzerzhinsky (1877–1926)    | 9/8/1921           | 3/4/1922           | Ủy viên Trung ương Đảng Cộng sản Nga Ủy viên Dân ủy Nội vụ Nga Xô Chủ tịch Ủy ban Tình trạng khẩn cấp về chiến đấu chống Phản cách mạng và phá hoại toàn Nga                                     |                    |
| 9                  | Jānis Rudzutaks (1873–1959)      | 9/8/1921           | 3/4/1922           | Ủy viên Trung ương Đảng Cộng sản Nga Chủ tịch Liên hiệp Công hội Quốc tế |                    |
| 10                 | Pyotr Zalutsky (1873–1959)       | 9/8/1921           | 3/4/1922           | Ủy viên dự khuyết Trung ương Đảng Cộng sản Nga |                    |

## Ủy viên dự khuyết
| Ủy viên chính thức | Ủy viên chính thức            | Ủy viên chính thức | Ủy viên chính thức | Ủy viên chính thức | Ủy viên chính thức                   |
| STT                | Họ tên (sinh-mất)             | Chức vụ            | Chức vụ            | Chức vụ | Ghi chú                              |
| STT                | Họ tên (sinh-mất)             | Nhiệm kỳ           | Nhiệm kỳ           | Chức vụ kiêm nhiệm | Ghi chú                              |
| ------------------ | ----------------------------- | ------------------ | ------------------ | --- | ------------------------------------ |
| 1                  | Felix Dzerzhinsky (1873–1959) | 16/3/1921          | 9/8/1921           | Ủy viên Trung ương Đảng Cộng sản Nga Ủy viên Dân ủy Nội vụ Nga Xô Chủ tịch Ủy ban Tình trạng khẩn cấp về chiến đấu chống Phản cách mạng và phá hoại toàn Nga | Trở thành ủy viên chính thức Orgburo |
| 2                  | Mikhail Kalinin (1875–1946)   | 16/3/1921          | 3/4/1922           | Ủy viên Dự khuyết Bộ Chính trị Đảng Cộng sản Nga Chủ tịch Ủy ban Chấp hành Trung ương Đại hội Xô Viết Toàn Nga                                               |                                      |
| 3                  | Jānis Rudzutaks (1873–1959)   | 16/3/1921          | 9/8/1921           | Ủy viên Trung ương Đảng Cộng sản Nga Chủ tịch Liên hiệp Công hội Quốc tế                                                                                     | Trở thành ủy viên chính thức Orgburo |
| 4                  | Pyotr Zalutsky (1873–1959)    | 16/3/1921          | 9/8/1921           | Ủy viên dự khuyết Trung ương Đảng Cộng sản Nga | Trở thành ủy viên chính thức Orgburo |
| 5                  | Ivan Kutuzov (1885–1937)      | 16/3/1921          | 3/4/1922           | Ủy viên Trung ương Đảng Cộng sản Nga Bí thư Ban chấp hành tỉnh Petrograd                                                                                     |                                      |
| 6                  | Vasily Schmidt (1886–1938)    | 16/3/1921          | 3/4/1922           | Ủy viên dự khuyết Trung ương Đảng Cộng sản Nga Ủy viên Dân ủy Lao động Nga Xô                                                                                |                                      |
| 7                  | Ivan Tuntul (1892–1938)       | 1/3/1922           | 3/4/1922           | Ủy viên Trung ương Đảng Cộng sản Nga Bí thư Cục Ural Trung ương Đảng Cộng sản Nga                                                                            |                                      |